# Krzysztof Matyjaszewski
Krzysztof Matyjaszewski (Konstantynów Łódzki, Polónia, 8 de abril de 1950) é um químico polaco-norte-americano. É Professor JC Warner da faculdade de Ciências Naturais da Universidade Carnegie Mellon. Matyjaszewski é conhecido sobretudo pela descoberta da polimerização por transferência radical atómica (ATRP), um novo método de síntese de polímeros, que revolucionou a forma de sintetizar macromoléculas. Em 2011 foi co-vencedor do prestigiado Prémio Wolf de Química.

## Prémios
- Prémio Wolf de Química (2011)
- Prémio Presidential Green Chemistry Challenge Award
- Prémio da Fundação Polaca de Ciências (2004)
- Prémio Humboldt para Cientistas Seniores (1999)
- Prémio da Academia de Ciências da Polônia (1981)